# 3808 Tempel
3808 Tempel è un asteroide della fascia principale. Scoperto nel 1982, presenta un'orbita caratterizzata da un semiasse maggiore pari a 2,3070884 UA e da un'eccentricità di 0,1485542, inclinata di 6,32969° rispetto all'eclittica.